# Tom Nylund
Tom Nylund, född 1982 i Helsingfors, är programledare för FST5:s program Station T. 
Han har också varit programledare för Eurovisionsprogrammet I skuggan av ESC. År 2007 blev Tom Nylund vald av publiken till FST5:s färggrannaste frontfigur. År 2008 blev Tom Nylund nominerad i kategorin "bästa personlighet" i finska Venlagalan.
År 2011 var han, tillsammans med Jaana Pelkonen, programledare för de finländska uttagningarna till Eurovision Song Contest 2011 i Berlin. De två var 2007 värdar för det finländska ESC-arrangemanget.
Tom Nylund uppträder också som rocksångare och gitarrist under artistnamnet Tom Love. I vissa sammanhang har han även uppträtt som trummis, basist och munspelsspelare.

## TV-produktioner (urval)
- Kallt och vått (2014[3])
- Östersjöns beskyddare Peltsi och Tom (2019)
- Peltsin ja Tomin retkailyvinkit (2020)
- Puoli seitsemän (2023)
- Muuttolintujen kevät ( 2023, 2024)
- Nikki rides bikes (2023)